# 1832 en Italie
Chronologie de l'Italie
- 1828
- 1829
- 1830
- 1831
- 1832
- 1833
- 1834
- 1835
- 1836

## Événements
- 28 janvier, Crise d'Italie : les Autrichiens font entrer 6 000 hommes dans Bologne pour rétablir l’ordre dans les États du pape[1].
- 31 janvier : le comte de Sainte-Aulaire, ambassadeur de France à Rome, demande au pape, via le cardinal Bernetti, que la France puisse occuper Ancône puisque les Autrichiens ont pu occuper le Piémont. Refus formel du cardinal le lendemain[2].
- 22 février : l’armée française occupe Ancône[1] pour faire échec à l’influence autrichienne dans l’État pontifical.
- 16 avril : à la suite de quelques négociations diplomatiques, une convention est signée entre la France et le pape, qui autorise l’occupation temporaire d’Ancône[2]. Inquiet des soulèvements nés après le départ des Autrichiens, le pape obtient de Louis-Philippe Ier qu’il rétablisse l’ordre dans les Marches et les Légations. La garnison française occupe Ancône jusqu’au 24 octobre 1838[3].
- 9 juin : le pape Grégoire XVI condamne l’insurrection polonaise[4].
- 15 août : encyclique Mirari Vos. Le pape Grégoire XVI condamne le libéralisme et l’indifférentisme religieux[5].

## Culture

### Opéras créés en 1832
- 12 janvier : création de Fausta (it), opéra en deux actes de Gaetano Donizetti, livret de Domenico Gilardoni, au Teatro San Carlo, à Naples ;
- 19 mars : Ugo, conte di Parigi  (Hugues, comte de Paris), opéra en deux actes de  Gaetano Donizetti, livret de Felice Romani, d'après la pièce de théâtre Blanche d'Aquitaine, ou le Dernier des Carlovingiens (1827) d'Hippolyte Bis, créé au teatro alla Scala[6], à Milan ;
- 19 mars : Ivanhoe, opéra en deux actes (opera seria) de Giovanni Pacini, livret de Gaetano Rossi d'après Walter Scott, créé au théâtre La Fenice à Venise ;
- 12 mai : L'elisir d'amore(L'Élixir d'amour), opéra (melodramma giocoso) en deux actes de Gaetano Donizetti, livret en italien de Felice Romani lui-même tiré du livret écrit par Eugène Scribe pour Le Philtre (1831) de Daniel François Esprit Auber, créé au Teatro della Canobbiana de Milan[7] ;
- 4 novembre : création de Sancia di Castiglia (it), opéra en deux actes de  Gaetano Donizetti, livret de Pietro Salatino, au Teatro San Carlo, à Naples ;

## Naissance en 1832
- 1er janvier : Luigia Mussini-Piaggio, artiste-peintre, se rattachant au mouvement du purisme italien. († 17 janvier 1865)
- 6 janvier : Ludovico Jacobini, cardinal créé par le pape Léon XIII, nonce apostolique en Autriche (en) et archevêque titulaire de Thessalonique (de), puis cardinal secrétaire d'État à partir de 1880. († 28 février 1887)
- 29 janvier : Tommaso Villa, homme politique, plusieurs fois président de la chambre des députés et sénateur du royaume d'Italie. († 24 juillet 1915)
- 29 avril : Isidoro Verga, cardinal créé par le pape Léon XIII, grand pénitentiaire à partir de 1896. († 10 août 1899)
- 13 juin : Nicolò Barabino, peintre et mosaïste de l'école florentine, connu pour ses fresques de grandes dimensions sur des sujets historiques ou religieux. († 19 octobre 1891)
- 23 juin : Giovanni Sbriglia, chanteur lyrique (ténor) et éminent professeur de chant. († 20 février 1916)
- 5 août : Vincenzo Acquaviva, peintre. († 7 septembre 1902)
- 12 novembre : Enrico Narducci, bibliothécaire et bibliographe. († 11 avril 1893)

## Décès en 1832
- 29 janvier : Bonaventura Gazzola, 87 ans, religieux franciscain, évêque de Cervia, puis de Montefiascone et Corneto, créé cardinal par le pape Léon XII en 1824. (° 21 avril 1744)
- 4 février : Raffaele Mazio (ou Mazzio), 66 ans, cardinal créé par le pape Pie VIII en 1830. (° 24 octobre 1765)
- 5 février : Cesare Guerrieri Gonzaga, 82 ans, cardinal créé par le pape Pie VIII en 1819, trésorier général de la Chambre apostolique, puis camerlingue du Sacré Collège en 1826-1827. (° 2 mars 1749)
- 10 mars : Muzio Clementi, 80 ans, compositeur de la période classique, pianiste, organiste et claveciniste, connu pour son recueil d'études pianistiques Gradus ad Parnassum. (° 24 janvier 1752)
- 24 mars : Marie de Saxe, 32 ans, princesse de Saxe, épouse de Léopold II, grand-duc de Toscane. (° 15 novembre 1799)
- 18 mai : Bonifazio Asioli, 62 ans, compositeur de la période romantique, auteur d'opéras, qui excellait également dans la musique sacrée et la musique instrumentale. (° 30 août 1769)